# Hippopsicon griseovittatum
Hippopsicon griseovittatum är en skalbaggsart som beskrevs av Stefan von Breuning 1964. Hippopsicon griseovittatum ingår i släktet Hippopsicon och familjen långhorningar. Inga underarter finns listade i Catalogue of Life.